# Remo nos Jogos Paralímpicos de Verão de 2012 - Skiff duplo misto
As competições de remo nos Jogos Paralímpicos de Verão de 2012 na modalidade skiff duplo misto foram disputadas entre os dias 31 de agosto e 2 de setembro no Lago Dorney em Londres.

## Medalhistas
|  | CHN China                 |  | FRA França                   |  | USA Estados Unidos       |
|  | Lou Xiaoxian Fei Tianming |  | Perle Bouge Stéphane Tardieu |  | Oksana Masters Rob Jones |

## Resultados
- Oa vencedores de cada eliminatória avançam direto a final. Os restantes disputam a repescagem.[3]

### Eliminatórias

#### Eliminatória 1
| Pos. | Atletas                           | País             | Tempo   | Notas |
| ---- | --------------------------------- | ---------------- | ------- | ----- |
| 1    | Perle Bouge Stéphane Tardieu      | FRA França       | 4:00.00 | Q, WB |
| 2    | Nicholas Beighton Samantha Scowen | GBR Grã-Bretanha | 4:03.23 | R     |
| 3    | Gavin Bellis Kathryn Ross         | AUS Austrália    | 4:05.10 | R     |
| 4    | Josiane Lima Isaac Ribeiro        | BRA Brasil       | 4:13.54 | R     |
| 5    | Michał Gadowski Jolanta Powlak    | POL Polônia      | 4:13.97 | R     |
| 6    | Olga Sokolov Reuven Magnagey      | ISR Israel       | 4:18.45 | R     |

#### Eliminatória 2
| Pos. | Atletas                              | País               | Tempo   | Notas |
| ---- | ------------------------------------ | ------------------ | ------- | ----- |
| 1    | Lou Xiaoxian Fei Tianming            | CHN China          | 3:54.92 | Q, WB |
| 2    | Oksana Masters Rob Jones             | USA Estados Unidos | 4:01.00 | R     |
| 3    | Daniele Stefanoni Silvia de Maria    | ITA Itália         | 4:02.17 | R     |
| 4    | Iryna Kyrychenko Dmytro Ivanov       | UKR Ucrânia        | 4:07.30 | R     |
| 5    | Alena Aliaksandrovich Maksim Miatlou | BLR Bielorrússia   | 4:28.32 | R     |
| 6    | Nadezda Andreeva Fedor Levin         | RUS Rússia         | 4:44.08 | R     |

### Repescagem

#### Repescagem 1
| Pos. | Atletas                              | País             | Tempo   | Notas |
| ---- | ------------------------------------ | ---------------- | ------- | ----- |
| 1    | Nicholas Beighton Samantha Scowen    | GBR Grã-Bretanha | 4:05.91 | Q     |
| 2    | Daniele Stefanoni Silvia de Maria    | ITA Itália       | 4:07.60 | Q     |
| 3    | Josiane Lima Isaac Ribeiro           | BRA Brasil       | 4:12.11 | FB    |
| 4    | Olga Sokolov Reuven Magnagey         | ISR Israel       | 4:20.20 | FB    |
| 5    | Alena Aliaksandrovich Maksim Miatlou | BLR Bielorrússia | 4:38.62 | FB    |

#### Repescagem 2
| Pos. | Atletas                        | País               | Tempo   | Notas |
| ---- | ------------------------------ | ------------------ | ------- | ----- |
| 1    | Oksana Masters Rob Jones       | USA Estados Unidos | 4:05.77 | Q     |
| 2    | Gavin Bellis Kathryn Ross      | AUS Austrália      | 4:06.19 | Q     |
| 3    | Iryna Kyrychenko Dmytro Ivanov | UKR Ucrânia        | 4:07.99 | FB    |
| 4    | Michał Gadowski Jolanta Powlak | POL Polônia        | 4:17.47 | FB    |
| 5    | Nadezda Andreeva Fedor Levin   | RUS Rússia         | 4:47.34 | FB    |

### Finais

#### Final B
| Pos. | Atletas                              | País             | Tempo   | Notas |
| ---- | ------------------------------------ | ---------------- | ------- | ----- |
| 1    | Iryna Kyrychenko Dmytro Ivanov       | UKR Ucrânia      | 4:09.69 |       |
| 2    | Josiane Lima Isaac Ribeiro           | BRA Brasil       | 4:10.83 |       |
| 3    | Olga Sokolov Reuven Magnagey         | ISR Israel       | 4:14.90 |       |
| 4    | Michał Gadowski Jolanta Powlak       | POL Polônia      | 4:17.23 |       |
| 5    | Alena Aliaksandrovich Maksim Miatlou | BLR Bielorrússia | 4:36.95 |       |
| 6    | Nadezda Andreeva Fedor Levin         | RUS Rússia       | 4:48.36 |       |

#### Final A
| Pos.              | Atletas                           | País               | Tempo   | Notas |
| ----------------- | --------------------------------- | ------------------ | ------- | ----- |
| Medalha de ouro   | Lou Xiaoxian Fei Tianming         | CHN China          | 3:57.63 |       |
| Medalha de prata  | Perle Bouge Stéphane Tardieu      | FRA França         | 4:03.06 |       |
| Medalha de bronze | Oksana Masters Rob Jones          | USA Estados Unidos | 4:05.56 |       |
| 4                 | Nicholas Beighton Samantha Scowen | GBR Grã-Bretanha   | 4:05.77 |       |
| 5                 | Gavin Bellis Kathryn Ross         | AUS Austrália      | 4:06.17 |       |
| 6                 | Daniele Stefanoni Silvia de Maria | ITA Itália         | 4:09.39 |       |

Legenda
| Recorde mundial      | Recorde mundial (World record)               |                       | Recorde africano                      | Recorde africano (African) |                                           | Q | Classificado por posição (Qualified) |
| Recorde paralímpico  | Recorde paralímpico (Paralympic record)      | Recorde da América    | Recorde da América (Americas)         | q                          | Classificado por melhor tempo (Qualified) |   |                                      |
| Melhor marca do ano  | Melhor marca do ano (World leading)          | Recorde asiático      | Recorde asiático (Asian)              | DNS                        | Não largou (Did not start)                |   |                                      |
| Recorde nacional     | Recorde nacional (National record)           | Recorde europeu       | Recorde europeu (European)            | DNF                        | Não terminou (Did not finish)             |   |                                      |
| Recorde pessoal      | Recorde pessoal do atleta (Personal best)    | Recorde da Oceania    | Recorde da Oceania (Oceania)          | DSQ / DQ                   | Desclassificado (Disqualified)            |   |                                      |
| Recorde da temporada | Recorde da temporada do atleta (Season best) | Recorde sul-americano | Recorde sul-americano (South America) | NM                         | Sem marca (No mark)                       |   |                                      |

### Remo
| S | Classificado(a) para as semifinais |    |                        | FA | Final A (disputa de medalhas) |  |  | FD | Final D (sem medalhas) |
| Q | Classificado(a) para as quartas    | FB | Final B (sem medalhas) | FE | Final E (sem medalhas)        |  |  |    |                        |
| R | Classificado(a) para a repescagem  | FC | Final C (sem medalhas) | FF | Final F (sem medalhas)        |  |  |    |                        |